# Leptataspis bansaina
Leptataspis bansaina är en insektsart som beskrevs av Victor Lallemand 1927. Leptataspis bansaina ingår i släktet Leptataspis och familjen spottstritar. Inga underarter finns listade i Catalogue of Life.